# Worowo (wieś w województwie zachodniopomorskim)
Worowo (niem. Wurow) – wieś sołecka w Polsce, położona w województwie zachodniopomorskim, w powiecie łobeskim, w gminie Łobez, przy linii kolejowej 202 Gdańsk-Stargard, ze stacją Worowo.
W latach 1975–1998 miejscowość administracyjnie należała do województwa szczecińskiego.